# Distireoidna oftalmopatija
Distireoidna oftalmopatija, također poznata i kao Gravesova oftalmopatija, je autoimuni upalni poremećaj koji zahvaća orbitu s ili bez poremećaja štitnjače.

## Povijest
Prvi dokumentirani slučaj štitnjačom povezane bolesti orbite je iz šestog stoljeća kad je od nje oboljeo Bodhidharma, utemeljitelj Zen Budizma i Kung Fu-a. U medicinskoj literaturi prvi je opisao relaciju između guše štitnjače i egzoftalmusa Robert James Graves 1835.godine. Gravesova oftalmopatija se vjerojatno već i prije pojavljivala uz ili nakon početka same bolesti štitnjače i najčešće ima spori tijek kroz više mjeseci.

## Epidemiologija
Bolest najčešće pogađa osobe između 30 i 50. godine života, osobe ženskog spola oboljevaju četiri puta češće od osoba muškog spola. U slučaju bolesti u muških osoba bolest se kasnije očituje i ima lošiju prognozu. 
Studija je pokazala da u vrijeme kad je postavljena dijagnoza pacijentima s kliničkim simptomima orbitopatije, 90 % pacijenata je istovremeno bolovalo i od hipertiroidizma dokazanim funkcijskim testovima štitnjače, dok je 3 % pacijenta imalo Hashimotov tireoiditis, 1% pacijenata hipotireoidizam, a 6% pacijenata nije pokazivalo nikakvih funkcijskih poremećaja štitnjače.

## Patofiziologija
Gravesova oftalmopatija je autoimunosna bolest. Antigen koji je pronađen u masnom i vezivnom tkivu orbite je receptor stimulirajućeg hormona štitnjače (TSH-R) koji sudjeluje u autoimunosnoj reakciji. Također se u krvi nekih pacijenta s Gravesovom bolešću orbite dokazalo prisutstvo antimikrosomalnih, antitireoglobulinskih i anti-TSH –R antitijela, koja možemo dokazati i u Gravesove bolesti.
Histološki vidimo infiltraciju vezivnog tkiva orbite limfocitima, plazmocitima i mastocitima. Posljedice upale su taloženje kolagena i glikozaminoglikana u mišićima što dovodi do uvećanja i fibroze mišića. Na uvećanje orbite također utječe i odlaganje masti tokom lipogeneze fibroblasta i preadipocita. 

## Znakovi i simptomi
U blagoj bolesti kod bolesnika vidimo retrakciju kapka. U stvari, to je i najčešći simptom oka u bolesnika s Gravesovom orbitopatijom. Ovaj nalaz je povezan s Von Graefovim znakom (kašnjenje gornje vjeđe pri pogledu nadolje), Kocherovim znakom (kod pogleda prema gore pomak očne jabučice), Dalrympleovim znakom (široka palpebralna fisura u vrijeme fiksacije pogleda) i lagoftalmusom (nemogućnost potpunog zatvaranja kapaka). Zbog protpoze, retrakcije očnih kapaka i lagoftalmusa je rožnica sklona isušivanju i može pokazivati znakove edema konjuktive, točkaste epitelne erozije i znakove keratokonjuktivitisa. Pacijent također pokazuje disfunkciju žlijezde suznice u smislu smanjenja količine i promjene u sastavu suza. Nespecifični simptomi uključuju iritaciju, fotofobiju, suzenje i zamagljen vid. Bol nije tipična, ali se pacijenti često žale na osjećaj pritiska u orbiti. Također se primjećuje oticanje periorbitalnog područja. U umjereno aktivnoj bolesti su znakovi i simptomi trajni i progresivni i uključuju miopatiju. Upala i edem ekstraokularnih mišića utječu na poremećaj vida. Najčešće zahvaćen mišić je m. rectus inferior što rezultira vertikalnom diplopijom kod pogleda prema gore i ograničenjem podizanja oka zbog fibroze mišića. To može također povećavati intraokularni tlak oka. Dvoslike su u početku isprekidane, ali mogu postepeno postati kronične. M. rectus medialis je drugi najčešće zahvaćen mišić, ali može biti asimetrično zahvaćeno i više mišića.
U jako aktivne bolesti se ukupni efekt i ožiljkaste promjene pokazuju u orbiti. To se manifestira kao progresivan egzoftalmus i restriktivna miopatija, što smanjuje pokretljivost oka, te optička neuropatija. S povećanjem ekstraokularnih mišića na vrhu orbite se povećava i mogućnost kompresije očnog živca – do oštećenja istog zbog pritiska masnog tkiva orbite ili rastezanja živca oka tijekom povećanja volumena orbite. Pacijent osjeća gubitak oštrine vida, defekt vidnog polja, defekt pupilarne aferentne reakcije, i gubitak vida u smislu prepoznavanja boja. Takvo stanje nazivamo hitnim i zahtjeva hitnu operaciju da bi izbjegli trajnu sljepoću.

## Dijagnostika
Gravesova oftalmopatija se klinički može dijagnosticirati već samom kliničkom slikom (znakovi i simptomi oka), dok se potvrđuje pozitivnim testovima na antitijela (anti tireoglobulinska, antimikrosomalna, antitireotropin-receptor antitjela) i poremećajem nivoa tiroidnih hormona (T3, T4 i TSH).
Orbitalni imaging može biti jako zanimljiv u dijagnozi Gravesove oftalmopatije i može pomoći u praćenju napredovanja bolesti. Naravno nije nužno potreban kad možemo dijagnozu postaviti na temelju kliničke slike. U pacijentima bez kliničkih manifestacija Gravesove bolesti orbite možemo bolest rano otkriti ultrasonografijom, koja je manje pouzdana od CT-a i MRI-a. U slučaju sumnje na oštećenje n. opticusa indiciran je CT i MRI. Na slikama su karakteristični debeli ekstraokularni mišići s oskudnim tetivama, najčešće bilateralno te proptoza.

## Klasifikacija
- Klasa 0: Nema znakova ili simptoma
- Klasa 1: Samo znakovi (ograničeno na retrakciju gornjeg kapka s proptozom, s ili bez von Graefeovog znaka)
- Klasa 2: zahvaćenost mekih tkiva (edem konjunktive i kapaka)
- Klasa 3: proptoza
- Klasa 4: zahvaćenost ekstraokularnih mišića (obično s diplopijom)
- Klasa 5: zahvaćenost rožnice (prvenstveno zbog lagoftalmusa)
- Klasa 6: Gubitak vida (zbog zahvaćenosti vidnog živca)

## Terapija
Iako u nekih pacijenata dolazi do spontanog povlačenja simptoma unutar godinu dana, velikoj većini potrebno je liječenje. Prvi korak je regulacija hormona štitnjače kod endokrinologa.
Topični lubrifikanti za površinu oka koriste se da bi se spriječilo oštećenje rožnice zbog ekspozicije. Druga mogućnost je tarsorafija u bolesnika kod kojih se ekspozicija rožnice ne može spriječiti kapima.
Kortikosteroidi su uspješni u smanjenju upale orbite ali kod smanjenja doze se također smanji i učinak samog lijeka. Liječenje kortikosteroidima je ograničeno i zbog nuspojava koje uzrokuju.
Radioterapija smanjuje akutnu upalu orbite. Nažalost, njezin učinak još uvijek je upitan.
Najlakše je smanjiti upalu izbjegavanjem pušenja jer su u cigaretama pronađeni i proupalni faktori.
Kirurška dekompresija orbite može poboljšati proptozu i spriječiti razvoj strabizma koji je uzrok dvoslika. Kirurški možemo liječiti pacijente čija bolest je najmanje šest mjeseci stabilna. U teškim slučajevima se kirurško liječenje primjenjuje u hitnoći da bi se izbjegla sljepoća zbog kompresije očnog živca. Kirurgija očnih kapaka je najčešće korištena kirurška terapija u pacijenata s Gravesovom oftalmopatijom. Produljivanje kapaka može se izvesti na donjim i gornjim kapcima u svrhu smanjivanja simptoma koji se javljaju zbog izloženosti površine očne jabučice.
Periferna miotomija m. levatora palpebre može smanjiti palpebralnu fisuru za 2 do 3 mm. Kad je u pitanju teža retrakcija oka ili keratitis zbog izlaganja površine oka preporučuje se periferna miotomija s lateralnom tarsalnom kantoplastikom što može spustiti gornji kapak za 8 mm.
Ostali pristupi uključuju mullerektomiju (resekciju Mullerovog mišića), ugradnja prostornih graftova za kapke i smanjenje retrakcije donjih očnih kapaka. Blefaroplastika može biti učinjena u svrhu smanjenja masnoća u donjim kapcima.
Loši prognostički indikatori:
- Muški spol

- Dob iznad 50 godina

- Brzi razvoj simptoma u manje od 3 mjeseca

- Pušenje

- Diabetes

- Nekontrolirana hipertiroza

- Prisutstvo pretibijalnog miksedema

- Visoki nivo kolesterola (hiperlipidemija)

- Periferna vaskularna bolest.